# Макија Капраја (Потенца)
Макија Капраја (итал. Macchia Capraia) је насеље у Италији у округу Потенца, региону Базиликата.
Према процени из 2011. у насељу је живело 125 становника. Насеље се налази на надморској висини од 916 м.